# Black Jack + History Live
Black Jack + History Live je reedice alb Black Jack a History Live od skupiny Arakain. Byla vydána 16. května 2011 společností Popron music.

## Seznam skladeb

### CD1 - Black Jack
| Pořadí         | Název           | Délka |
| -------------- | --------------- | ----- |
| 1.             | Black Jack      | 03:48 |
| 2.             | Harlekýn        | 05:23 |
| 3.             | Labyrint        | 04:59 |
| 4.             | Zapomeň         | 05:42 |
| 5.             | High Attack     | 04:24 |
| 6.             | Ty se nezdáš    | 04:17 |
| 7.             | Kolonie termitů | 04:33 |
| 8.             | Ukolébavka      | 04:29 |
| 9.             | Don Quijote     | 04:06 |
| Celková délka: | Celková délka:  | 41:41 |

### CD2 - History Live
| Pořadí         | Název                          | Délka |
| -------------- | ------------------------------ | ----- |
| 1.             | Metalománie                    | 03:48 |
| 2.             | Ruce zla                       | 04:00 |
| 3.             | Jáma a kyvadlo                 | 04:36 |
| 4.             | Ztráty a nálezy                | 04:39 |
| 5.             | Symfonie pro elektrický křeslo | 03:58 |
| 6.             | Myšlenky                       | 03:47 |
| 7.             | Půlnoční Hollywood             | 04:38 |
| 8.             | Motýl noci                     | 04:15 |
| 9.             | Snaž se                        | 02:40 |
| 10.            | Ďáblovi soustružníci           | 03:39 |
| 11.            | Gladiátor                      | 04:37 |
| 12.            | Dotyky                         | 05:23 |
| Celková délka: | Celková délka:                 | 50:00 |